# 公共鋼琴

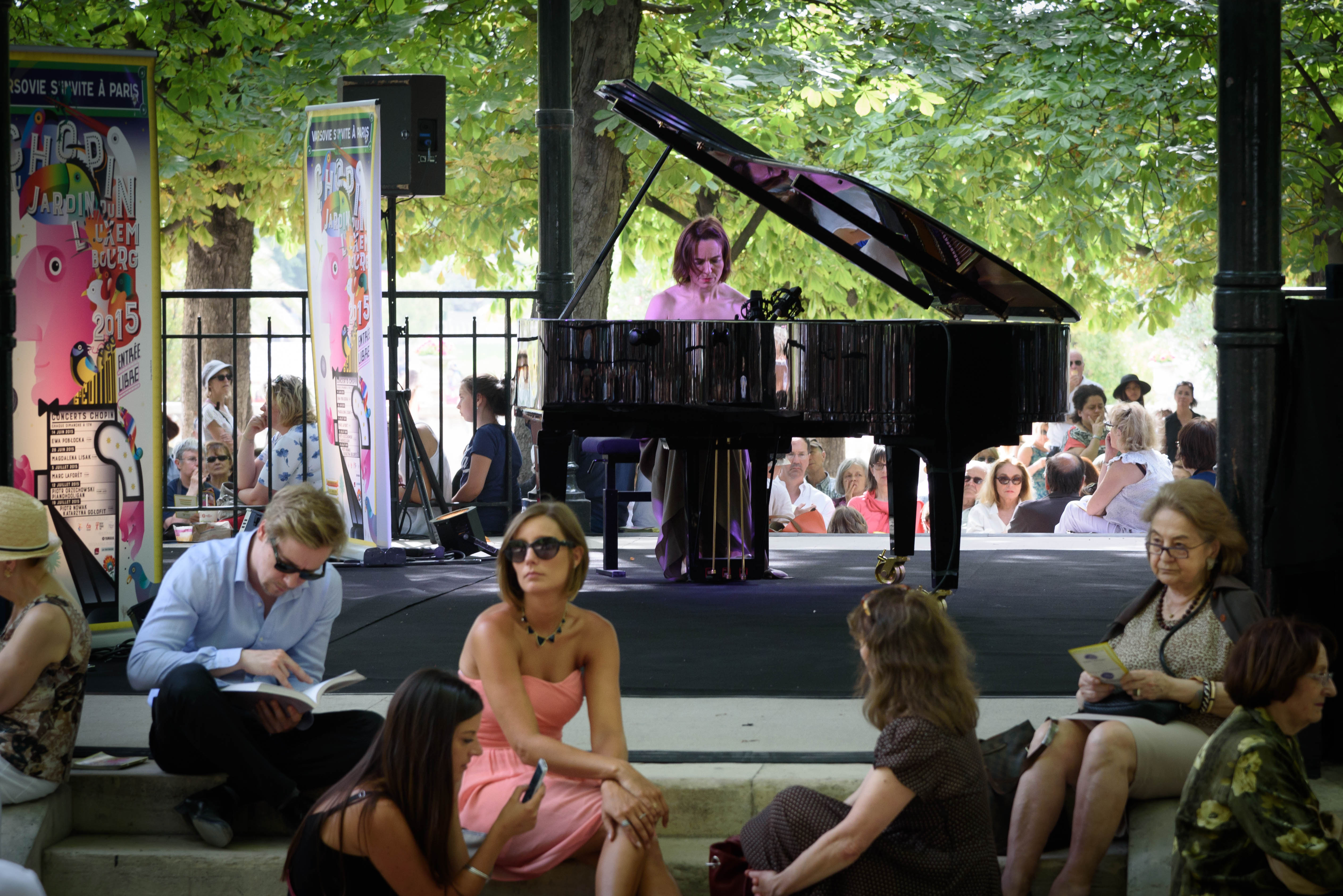
卢森堡公园內的公共鋼琴

公共鋼琴又稱街头钢琴、共享鋼琴，是指放置在公共区域的钢琴，路人看到後可以停下来弹奏。艺术家卢克·杰拉姆于2008年提出要在多個城市安放多個街头钢琴。 截至2018 年，他的团队已在全球70个城市安放了1900多個街头钢琴。